# Diputació Provincial de Jaén
La Diputació Provincial de Jaén és una institució pública governamental que té una jurisdicció que s'estén en l'àmbit provincial jiennense.

Logotip de la diputació de Jaén

## Història
L'origen precís d'aquesta i les altres diputacions provincials es remunta a la Constitució de 1812 en la qual es configuren com un suport clau del nou règim liberal.
El 19 de març d'aquest any s'aprovava la primera Constitució espanyola, amb la qual es posaven les bases normatives per a la nova divisió territorial d'Espanya. Fins a aquest moment l'Antic Règim havia mantingut un govern completament centralitzat a tot el territori espanyol i, a partir d'aquesta norma fonamental, s'inicia un nou Estat de caràcter liberal en el qual el govern de les províncies queda descentralitzat i en mans dels caps polítics i les diputacions provincials.
Les competències que la Constitució, i la posterior Instrucció per al govern de les províncies de 1813, posen en mans de les diputacions són, abans de res, de caràcter econòmic i administratiu, com és la seva intervenció en qüestions de contribucions i arbitris, o de foment, com el desenvolupament de l'agricultura, indústria i comerç, encara que també reben funcions polítiques com la fiscalització i control de l'activitat municipal.
La Constitució de Cadis va crear un règim jurídic homogeni per a tot el territori de l'Estat amb dues característiques fonamentals per a les diputacions: tutela de l'administració inferior, és a dir ajuntaments, i caràcter fonamentalment econòmic i administratiu.
Poc després d'aprovada aquesta norma comencen a constituir-se les corporacions provincials i arran del Decret de 23 de maig de 1812 per a l'establiment d'aquestes. La Diputació de Jaén no es constitueix fins a juny de 1813, després de dos intents anteriors fallits, i actuarà durant un any, fins a juny de 1814.
Amb la tornada a Espanya de Ferran VII queda abolida tota l'obra de les Corts de Cadis i, per Reial decret de 15 de juny de 1814, se suprimeixen les institucions provincials. La pèrdua de les Actes de la Diputació de Jaén en aquest període fa que no podem saber amb certesa com va ser la desaparició de la institució provincial, que ja estava extingida a la fi de juny d'aquest any.
Però la Constitució de Cadis es reinstaura en 1820 després del pronunciament del comandant Rafael del Riego i la jura de la mateixa per Ferran VII. Restablert el règim liberal, es forma a Jaén un nou ajuntament, es rehabilita la figura del cap polític i es convoquen eleccions a diputats provincials per a instal·lar de nou la Diputació. Igual que passa amb el primer període constitucional, al no conservar-se la documentació produïda en aquesta segona època, no sabem que dia concret es va constituir la Diputació de Jaén però sí que ja estava instal·lada a la fi d'abril, amb els mateixos diputats que van cessar en 1814.
Amb data 3 de febrer de 1823 s'aprova la nova Instrucció per al govern econòmic-polític de les províncies, reformant la instrucció dictada en 1813 i amb la idea clara de desenvolupar els preceptes d'aquesta. Les Diputacions continuen tenint unes competències bàsicament econòmiques i administratives mentre que les de caràcter governatiu queden en mans del Cap Polític, com a òrgan unipersonal dependent de l'Executiu.
Aquesta normativa tindrà un caràcter efímer pels esdeveniments nacionals que es viuen des de començaments de 1823, amb l'evacuació de la família real i la Cort a Cadis, l'entrada de l'exèrcit francès en suport dels reialistes i la formació d'una Junta Provisional de govern. El sistema constitucional torna a desarticular-se i, amb això, desapareixen una altra vegada les Diputacions. La Diputació de Jaén del Trienni Liberal deixa d'existir al juny de 1823.
Hauran de passar dotze anys fins que les diputacions provincials tornin a constituir-se, durant el govern de Mendizábal, al setembre de 1835 i siguin regulades de nou per la Instrucció de 1823.
Pel Reial decret de 21 de setembre de 1835 es va aprovar la nova normativa sobre la manera de constituir-se les Diputacions i, dissolta la Junta Governativa de Jaén en 27 d'octubre d'aquest any, es va procedir a la definitiva instal·lació de la Diputació d'aquesta província i la seva sessió constitutiva té lloc el dia 15 de novembre de 1835.

## Funció
La diputació presta serveis directes als ciutadans i dona suport tècnic, econòmic i tecnològic als ajuntaments dels municipis de la província de Jaén, a la comunitat autònoma d'Andalusia. A més, coordina alguns serveis municipals i organitza serveis de caràcter supramunicipal.

## Seus

### Palau Provincial
La seu principal és el Palacio Provincial situat a la Plaça San Francisco de Jaén, s/n, i en ell se situen els següents serveis:
- Saló de plens
- Dependències de Presidència
- Saló de Personatges Il·lustres.

### Palau de Villardompardo
La direcció del palau és Plaça de Santa Luisa de Marillac —Plazoleta del Pato—, s/n. En l'actualitat és un centre d'interpretació cultural.

### Antic Hospital San Juan de Dios
La direcció és Plaça de San Juan de Dios, 2 i en ell se situen els següents serveis:
- Instituto de Estudios Giennenses
- Arxiu Provincial
- Secció de Formació
- Seu del Consell Econòmic i Social de la Província

### Altres seus
- Caseria d'Escalona "La Granja": La seva adreça és Carretera de Còrdova, s/n. Jaén.
- Àrea Sociosanitària: La seva adreça és Carretera de Madrid, s/n. Jaén.

## Govern provincial

### Òrgans de Govern
Les Diputacions Provincials compten, com a òrgans obligatoris, amb un President i Vicepresidents, la Junta de Govern i el Ple. Segons estableix la llei, el nombre de Diputats dependrà de la població de la província. En el nostre cas, trobant-nos en el tram entre 500.000 i 1.000.000 d'habitants, són vint-i-set els llocs en la taula del Saló de Plens. Cadascun d'ells representa a un dels deu partits judicials en els quals es troba dividida la província de Jaén.
L'organització del govern de la Diputació posada en marxa amb la corporació sorgida de les eleccions de 2015 compta amb dues vicepresidències. La vicepresidència primera és a més titular d'Economia, Hisenda i Assistència a Municipis; la Vicepresidència Segona, assumeix les responsabilitats de Promoció i Turisme.
Per part seva, la Junta de Govern, formada per un número no superior a un terç dels diputats de la corporació, i elegida pel President, assisteix a aquest permanentment, al mateix temps que exerceix les atribucions que li deleguin el Ple i el President. La Junta de Govern de la Diputació Provincial de Jaén està integrada pels diputats i diputades que tenen assignada una àrea de treball dins de la Diputació.

## Presidents
- Miguel Sánchez Cañete Salazar (1976-1977)
- Luis Gea Cobo (1977-1979)
- Juan Solís Rostaing (1979) (interí)
- Leocadio Marín Rodríguez (1979-1983)
- Cristóbal López Carvajal (1983-1995)
- Felipe López García (1995-2010)
- Moisés Muñoz Pascual (2010-2011)
- Francisco Reyes Martínez (2011-actualitat)

## Àrees, organismes i empreses

### Àrees
- Presidència
- Vicepresidència
- Economia, Hisenda i Assistència a Municipis
- Recursos Humans i Govern Electrònic
- Serveis Municipals
- Infraestructures Municipals
- Ocupació, Promoció i Turisme
- Agricultura, Ramaderia i Medi Ambient
- Cultura i Esports
- Igualtat i Benestar Social

### Organismes i Empreses
- Servei Provincial de Gestió i Recaptació
- Instituto de Estudios Giennenses
- Consell Econòmic i Social de la Província de Jaén
- Seccions Sindicals